# Viện hàn lâm Khoa học và Nghệ thuật Croatia

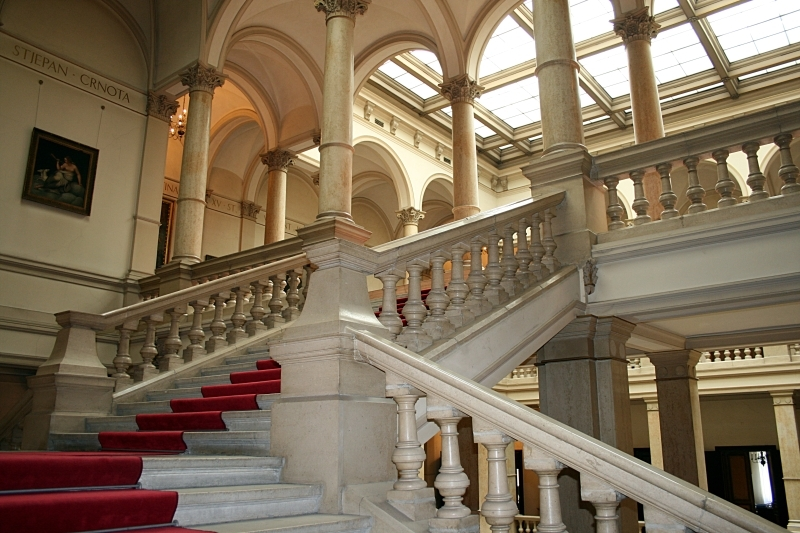
Bên trong dinh Viện hàn lâm

Viện hàn lâm Khoa học và Nghệ thuật Croatia (tiếng Latinh: Academia Scientiarum et Artium Croatica, tiếng Croatia: Hrvatska akademija znanosti i umjetnosti, abbrev. HAZU) là viện hàn lâm quốc gia của Croatia. Viện được thành lập năm 1866 như Viện hàn lâm Khoa học và Nghệ thuật Nam Tư (Jugoslavenska akademija znanosti i umjetnosti, viết tắt JAZU)

## Lịch sử
Viện được thành lập tại Zagreb năm 1866 với tên "Viện hàn lâm Khoa học và Nghệ thuật Nam Tư". Giám mục ân nhân Josip Juraj Strossmayer - người nhiệt thành ủng hộ nền giáo dục cao trong thế kỷ 19 ở Croatia, đã lập ra một quỹ ủy thác nhằm thành lập Viện này và năm 1860 đã trao khoản tài sản tặng dữ lớn cho phó vương Croatia thời bấy giờ Josip Šokčević để:
| “ | đem những người tài trí nhất lại với nhau... và tìm cách sản xuất những sách bằng các ngôn ngữ quốc gia ở vùng Nam Slav; Viện hàn lâm cũng phải bảo trợ mọi lãnh vực khoa học của nhân loại | ” |

Sau một vài năm Nghị viện Croatia và hoàng đế Franz Joseph thảo luận, cuối cùng việc lập Viện hàn lâm được quy định trong đạo luật năm 1866. Người bảo trợ chính thức là Giám mục Josip Juraj Strossmayer, và vị chủ tịch đầu tiên của Viện là nhà sử học nổi tiếng của Croatia Franjo Rački. Đuro Daničić được bầu làm tổng thư ký của Viện, nơi ông giữ vai trò then chốt trong việc chuẩn bị quyển Từ điển của Viện hàn lâm "Croatian or Serbian Dictionary of JAZU".
Việc thành lập Viện hàn lâm này là sự mở rộng hợp lý Đại học Zagreb, được lập ra từ năm 1669 và cũng được Giám mục Strossmayer trùng tu năm 1874. Giám mục Josip Juraj Strossmayer cũng bắt đầu xây dựng Dinh Viện hàn lâm ở công viên Zrinjevac của Zagreb, dinh này hoàn thành năm 1880. Năm 1884, dinh này cũng là địa điểm tổ chức triển lãm "các tác phẩm nghệ thuật do Giám mục Josip Juraj Strossmayer tặng thành phố Zagreb" gồm 256 tác phẩm nghệ thuật (phần lớn là tranh hội họa). Ngày nay dinh này là một trong số nhà bảo tàng nghệ thuật nổi tiếng nhất ở Zagreb.
Viện hàn lâm xuất bản tạp chí khoa học Rad (tiếng Croatia nghĩa là "work") từ năm 1867 tới năm 1882, khi mỗi ban khoa học của Viện bắt đầu in tạp chí riêng của họ. Cho tới nay đã có tổng cộng gần 500 ấn bản được in. Năm 1887, Học viện xuất bản quyển niên giám "Ljetopis" đầu tiên, cũng như các ấn phẩm khác nhau về lịch sử và dân tộc học.

### Đổi tên
Từ năm 1941 tới năm 1945 Viện hàn lâm này đã đổi từ tên "Nam Tư" sang tên "Croatia" trong thời gian Croatia độc lập trong liên minh phe Trục. Từ năm 1991, khi Croatia giành được độc lập từ Nam Tư cũ thì Viện đổi tên thường xuyên thành "Viện hàn lâm Khoa học và Nghệ thuật Croatia".

## Các ban ngành
Viện hàn lâm gồm có 9 ban ngành khoa học:
- Khoa học xã hội
- Toán học, Vật lý học và Hóa học
- Khoa học tự nhiên
- Y học
- Ngữ văn học
- Văn học
- Mỹ thuật
- Âm nhạc học
- Khoa học kỹ thuật

## Chức viện sĩ
Có bốn loại viện sĩ:
- Viện sĩ hoạt động
- Viện sĩ cộng tác
- Viện sĩ thông tấn
- Viện sĩ danh dự

Số lượng viện sĩ hoạt động và viện sĩ thông tấn được giới hạn mỗi loại 160 viện sĩ, số lượng viện sĩ hợp tác là 100. Số viện sĩ hoạt động của mỗi ban ngành là 24. Chỉ những viện sĩ hoạt động mới mang tước hiệu "viện sĩ" (tiếng Anh: F.C.A., tiếng Croatia: akademik (nam viện sĩ) hoặc akademkinja (nữ viện sĩ)).

## Các chủ tịch viện
| Hình | Chủ tịch           | Nhiệm kỳ     |
| ---- | ------------------ | ------------ |
|      | Franjo Rački       | 1866-1886    |
|      | Pavao Muhić        | 1886-1890    |
|      | Josip Torbar       | 1890-1900    |
|      | Tadija Smičiklas   | 1900-1914    |
|      | Tomislav Maretić   | 1914-1918    |
|      | Vladimir Mažuranić | 1918-1921    |
|      | Gustav Janečak     | 1921-1924    |
|      | Gavro Majnolović   | 1924-1933    |
|      | Albert Bazala      | 1933-1941    |
|      | Tomo Matić         | 1941-1946    |
|      | Andrija Štampar    | 1946-1958    |
|      | Grga Novak         | 1958-1978    |
|      | Jakov Sirotković   | 1978-1991    |
|      | Ivan Supek         | 1991-1997    |
|      | Ivo Padovan        | 1997-2004    |
|      | Milan Moguš        | 2004-2010    |
|      | Zvonko Kusić       | 2010-tới nay |

## Phê bình chỉ trích
Gần đây, Viện hàn lâm Khoa học và Nghệ thuật Croatia đã bị chỉ trích về những hoạt động và bầu chọn viện sĩ mới dựa trên chủ trương dành ghế cho bạn bè (cronyism) và nghiêng về chính trị hơn là dựa trên giá trị khoa học và nghệ thuật. Năm 2006 vụ việc đã lên tới đỉnh điểm khi Viện từ chối thâu nhận tiến sĩ Miroslav Radman - một nhà sinh học tài năng, là viện sĩ của Viện Hàn lâm Khoa học Pháp và là người bênh vực chế độ sử dụng người theo tài năng (meritocracy), có trách nhiệm trong các viện hàn lâm Croatia. Các viện sĩ ủng hộ ông và giới truyền thông đã lên án quyết định này như sự củng cố "nguyên trạng" (status quo) không có lợi và bị chính trị giật dây.
Tiến sĩ Ivo Banac, một giáo sư của Đại học Yale, lúc đó là đại biểu trong Nghị viện Croatia, đã phát biểu ở Nghị viện chê trách "tình trạng độc tài tầm thường" của Viện, trong khi nhà bình luận Boris Dežulović của tuần báo Globus đã châm biếm Viện như một "Viện ngớ ngẩn và vâng lời" (Academy of stupidity and obedience). Tuy nhiên, tiến sĩ Vladimir Paar và một số người khác đã bảo vệ quyết định của Viện, xác nhận rằng nên thâu nhận một nhà khoa học tài giỏi, nhưng vì các công trình của tiến sĩ Radman phần lớn đều thực hiện ở ngoài Croatia, nên nhận ông làm viện sĩ thông tấn thì thích hợp hơn là viện sĩ hoạt động
Ivan Đikić, một nhà khoa học Croatia tài giỏi làm việc ở Đại học Goethe tại Frankfurt, và là viện sĩ của Viện hàn lâm Khoa học Leopoldina (Đức) từ năm 2010, trước đây đã không được gia nhập Viện hàn lâm Khoa học và Nghệ thuật Croatia dù chỉ làm viện sĩ cộng tác. Nenad Ban, một nhà sinh học phân tử nổi tiếng của trường ETH Zürich, cũng là viện sĩ của Viện hàn lâm Khoa học Leopoldina nhưng cũng không được nhận vào Viện hàn lâm Khoa học và Nghệ thuật Croatia.